# Bahnhof Fulda
Der Bahnhof Fulda ist ein zentraler Verkehrsknotenpunkt des Eisenbahnnetzes Deutschlands im osthessischen Fulda. Er wird von etwa 20.000 Reisenden täglich frequentiert.

## Netzanbindung

### Bahnstrecken
Fulda liegt an der Bahnstrecke Frankfurt–Göttingen, hier Teil der Nord-Süd-Strecke, sowie an der ebenfalls in Nord-Süd-Richtung verlaufenden Schnellfahrstrecke Hannover–Würzburg. Im Bahnhof endet zudem die aus Westen kommende Vogelsbergbahn von Gießen. Die Bahnstrecke Fulda Bronnzell–Gersfeld zweigt etwa vier Kilometer südlich des Bahnhofs von der Strecke Frankfurt–Göttingen ab.

### Anbindung an die Neubaustrecke Hannover–Würzburg

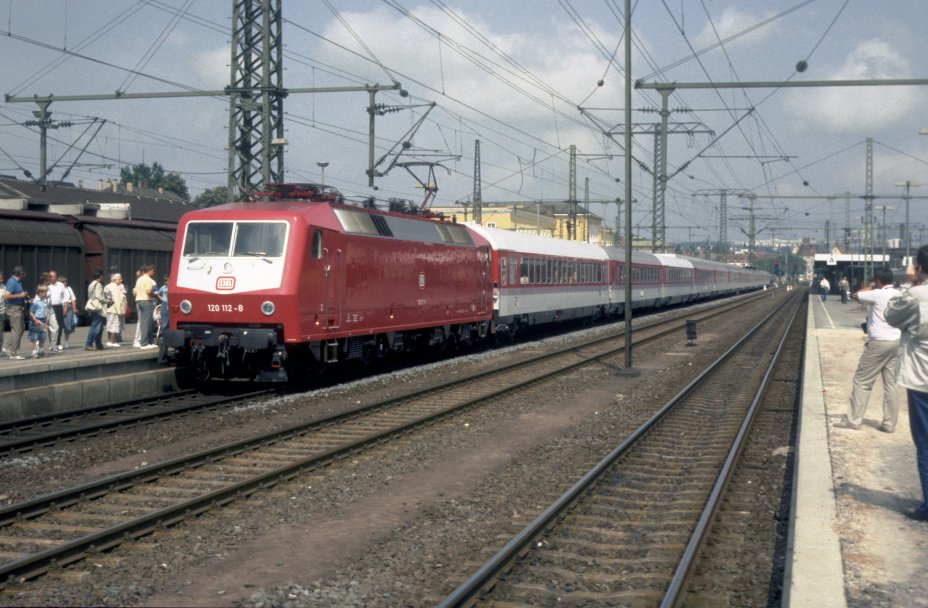
Eine der Sonderfahrten zur Eröffnung des Schnellfahrstreckenabschnitts (Ende Mai 1988)

In der Planung der Schnellfahrstrecke Hannover–Würzburg war ursprünglich eine westliche Umfahrung von Fulda vorgesehen, wobei die Stadt mittels Verknüpfungen an die Bestandsstrecke bei Maberzell und Kerzell mit der Neubaustrecke verknüpft werden sollte. Diese so genannte Variante I war bereits Mitte der 1970er Jahre verworfen worden. In der Fortsetzung des im Februar 1974 begonnenen Raumordnungsverfahrens für den Streckenabschnitt Körle–bayerisch/hessische Landesgrenze wurden im Juni 1976 zwei weitere Varianten in die Diskussion eingebracht: In der so genannten Variante II hätte die Neubaustrecke den Bahnhof Fulda ebenfalls westlich umgangen und wäre bei Neuhof mit der Bestandsstrecke verknüpft worden. Als (später im Wesentlichen so realisierte) Variante III wurde zwischen Niesig und Bronnzell eine Bündelung der Neubaustrecke mit der Bestandsstrecke vorgeschlagen. 1976 sah die DB diese dritte Variante zur Ausführung vor. Mit dem Abschluss des Raumordnungsverfahrens im Bereich Fulda, im Juli 1978, wurde die Streckenführung durch Fulda entlang der Bestandsstrecken (ursprüngliche Variante III) festgelegt.
Das Betriebskonzept sah vor, die Gleise der Neubaustrecke und der Nord-Süd-Strecke im Linienbetrieb zu führen, wobei an je einem Bahnsteig in gleicher Richtung zwischen den beiden Strecken umgestiegen werden können sollte. Die Gleise der Neubaustrecke wurden dabei mittig durch den bestehenden Bahnhof trassiert, an den beiden Seiten schloss sich das entsprechende Richtungsgleis der Nord-Süd-Strecke an. Für diese Arbeiten waren alle bestehenden Gleise ebenso zu verändern wie die Brücken der die Anlagen kreuzenden Straßen und Gewässer. Insgesamt waren zwischen 1984 und 1991 (Planungsstand: ca. 1988) 89 Bauzustände mit 28 sicherungstechnischen Zwischenzuständen vorgesehen, wobei der Betrieb im Personen- und Güterbahnhof vollständig aufrechterhalten werden musste. 1985 ging ein neues Zentralstellwerk in Betrieb. Im Dezember 1986 ging das Gleis der Nord-Süd-Strecke nach Frankfurt in neuer Lage in Betrieb, im Oktober 1987 folgte das Gleis nach Göttingen. Ende 1987 begann der Gleisbau auf der Neubaustrecke nach Kassel.
In der Planungsphase zählte der Raum Fulda (vom Südportal des Dietershantunnels bis zum südlichen Ende der 240 Meter langen Fliedetalbrücke) zum Planungsabschnitt 17 des Mittelabschnitts der Neubaustrecke.
Die Erstellungskosten der Neubaustrecke im Knoten Kassel wurden mit 40 Millionen DM je Kilometer beziffert. Auf der freien Strecke zwischen Kassel und Fulda fielen 32 Millionen DM je Kilometer an.

## Empfangsgebäude

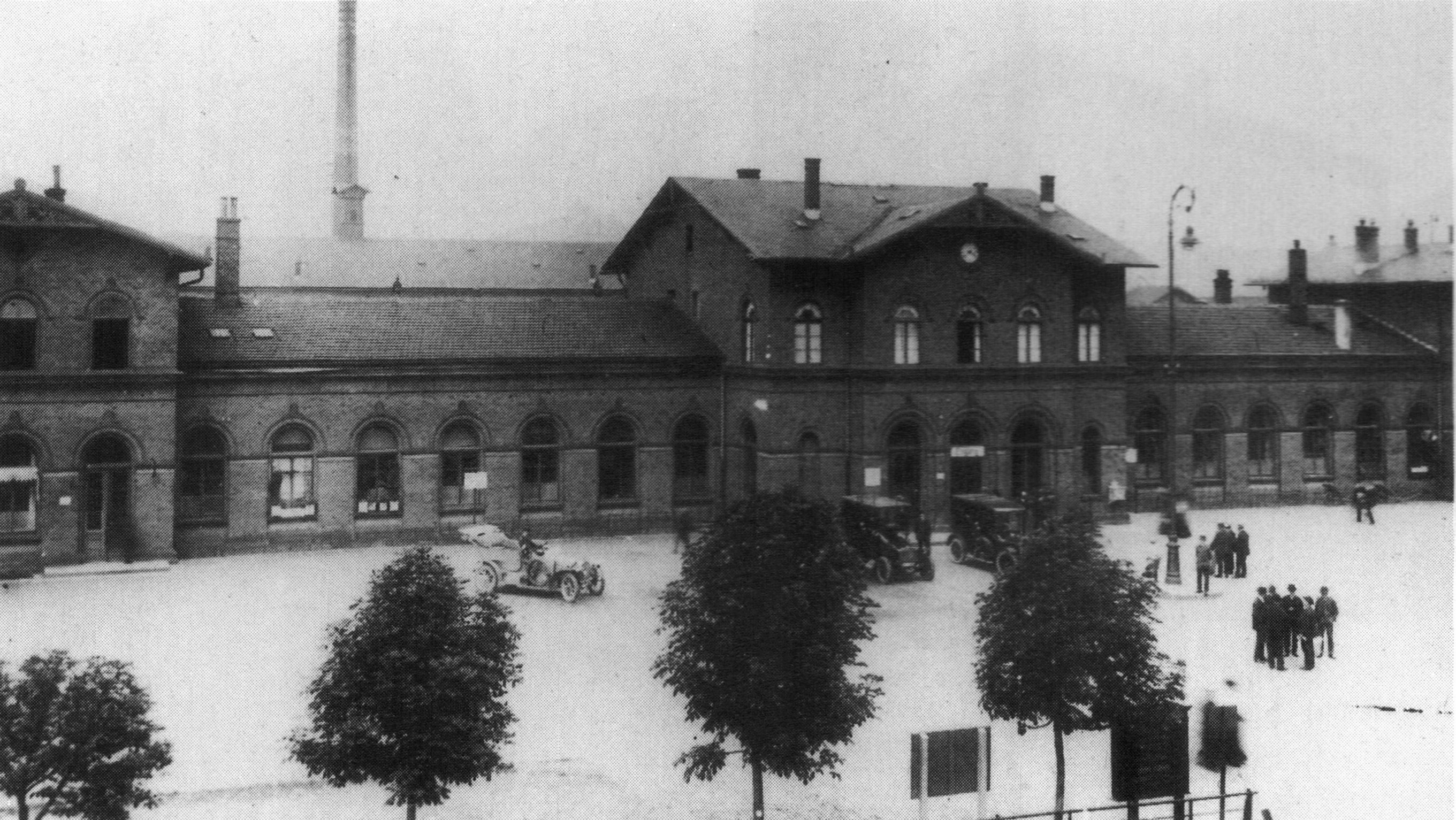
Bahnhof Fulda, um 1900

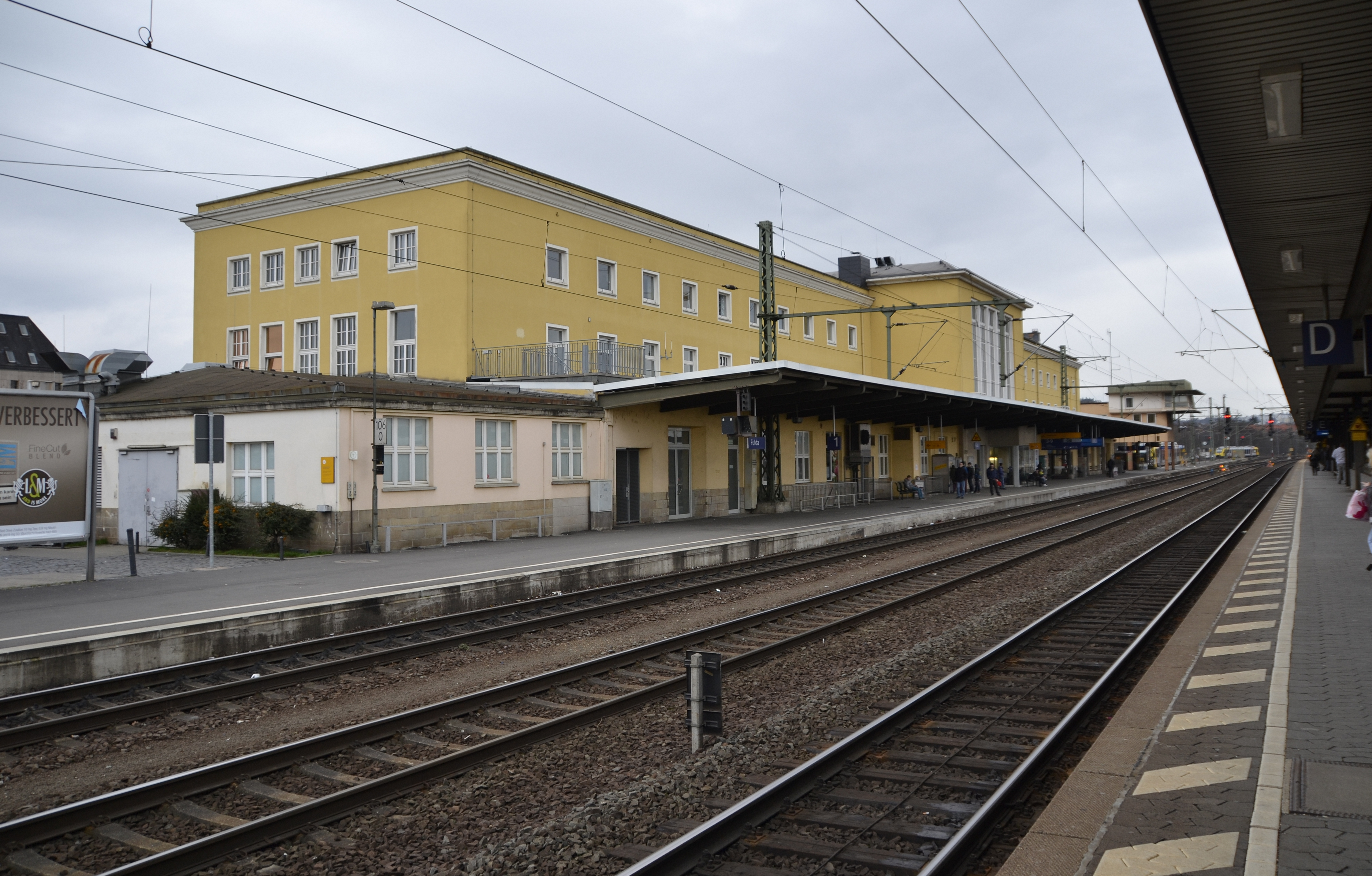
Rückseite des Bahnhofs, links die Transformatorenstation und rechts das Gleisbildstellwerk

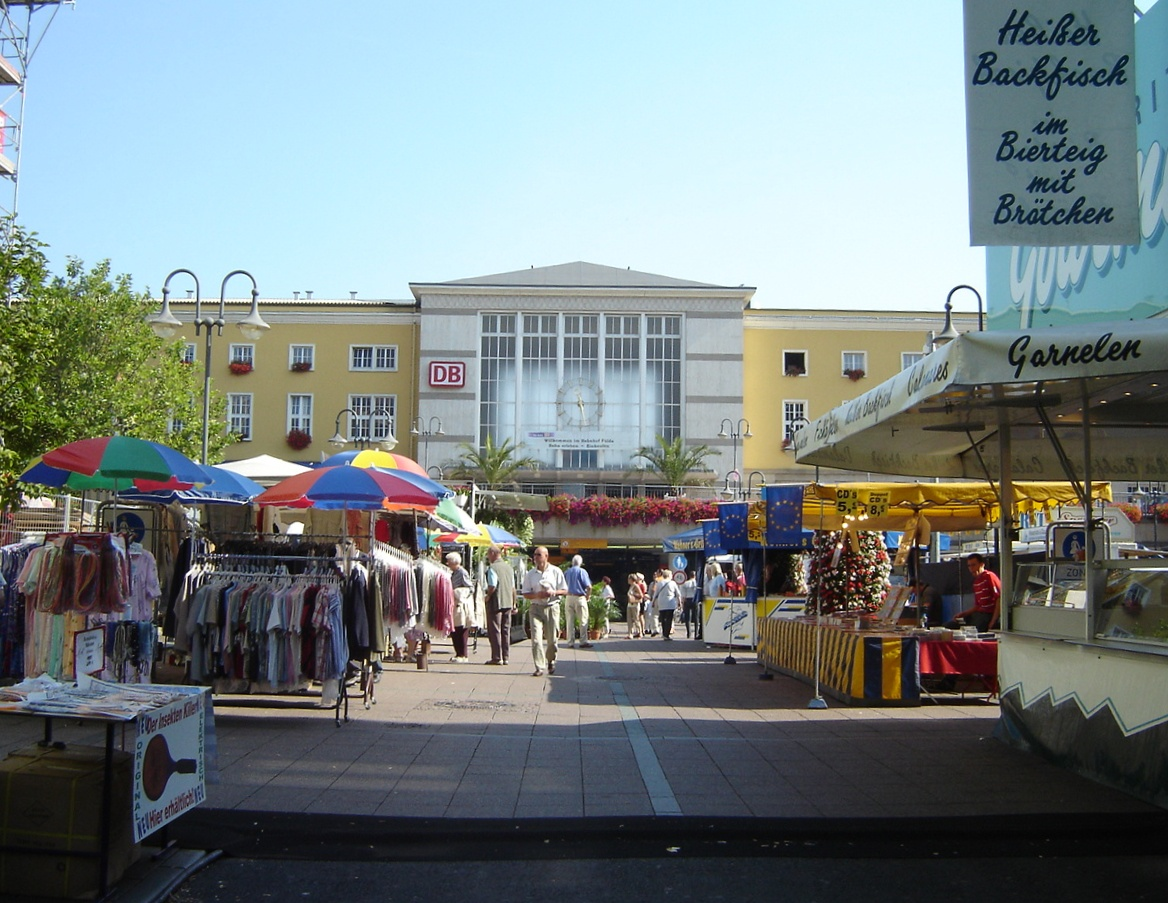
Bahnhofsvorplatz

Bei Eröffnung der Bebra-Hanauer Bahn 1866 hatte Fulda lediglich Betriebs- aber noch kein Empfangsgebäude erhalten. Dieses folgte zum 1. April 1875. Der Standort war zur Bauzeit einige hundert Meter vom Stadtgebiet entfernt, welches noch durch die Stadtmauer ungefähr in Höhe der heutigen Rabanusstraße begrenzt war. Es war für damalige Verhältnisse in der Größe angemessen, architektonisch konventionell im Rundbogenstil gehalten. An einen zweistöckigen Mittelteil schlossen sich zwei einstöckige Flügel an, die in je einem zweistöckigen Eckpavillon endeten. Dieses Gebäude wurde im Zweiten Weltkrieg beim ersten großen Luftangriff auf Fulda am 11. September 1944 weitgehend zerstört. Ein weiterer Luftangriff der Alliierten auf die Bahnanlagen erfolgte am 4. Dezember 1944.
Unmittelbar nach Kriegsende gab es Planungen zum Wiederaufbau des Empfangsgebäudes. Der Neubau erfolgte nach Plänen der Architekten Schiebler und Helbich auf den bisherigen Grundmauern. Als erster Bauabschnitt wurde zwischen 1946 und 1949 der nördliche Trakt mit der Gaststätte und den Wartesälen errichtet (auf den Bildern links). Es folgte der Bau des südlichen Abschnitts mit der Schalterhalle, der Gepäckabfertigung und den Büroräumen. Die mittlere zentral gelegene Empfangshalle wurde erst 1954 gebaut und ausgestattet, womit das Gebäude in seiner 2016 noch bestehenden Form fertiggestellt war.
Der Bau besteht aus zwei langgestreckten Flügeln mit dem leicht erhöhten Mitteltrakt. Beide Flügel sind dreigeschossig mit einem niedrigen Obergeschoss. Die verputzten Flügelseiten sind im Gesims mit Werksteinplatten verblendet. Im Obergeschoss haben die Sprossenfenster schlichte Rahmen und als Dach wurde ein flaches Walmdach mit einer ausgeprägten mehrfach profilierten Traufe gewählt. Der Mitteltrakt ist eine 11 m hohe Halle in Stahlskelettbauweise. Beleuchtet wird diese durch 5 m hohe Fenster auf beiden Seiten. Die innere Ausstattung des Mitteltrakts und auch der Schalterhalle sind noch weitestgehend im ursprünglichen Zustand.
An das Gebäude schließt auf der einen Seite die 1952 von Helbich geplante zweigeschossige Transformatorenstation an und auf der anderen Seite das 1960 von Heinrich Möller geplante Gleisbildstellwerk. Letzteres ist bauzeittypisch als Kanzel ausgebildet mit einer auskragenden extrem dünnen Betondecke, flachem Kupferdach und um die Ecken geführten Fenstern.
Das Fuldaer Bahnhofsgebäude war eines der ersten nach dem Zweiten Weltkrieg wieder aufgebauten. Die Flügel zeigen noch Beeinflussung durch monumentale Bauwerke während der Zeit des Nationalsozialismus, während besonders der Mittelteil, im Rückgriff auf den Baustil der 1920er Jahre, schon geprägt ist durch die für die 1950er Jahre typische Verspieltheit und Leichtigkeit. Er gilt als besonderes Beispiel für das Planen und Bauen in der unmittelbaren Nachkriegszeit und ist ein Baudenkmal im Sinne des Hessischen Denkmalschutzgesetz.
1964 fand ein Gestaltungswettbewerb für den Bahnhofsvorplatz statt, aus dem der Entwurf von Sep Ruf als Sieger hervorging. Der Entwurf sah vor, die drei stadtzugewandten Seiten des Platzes mit moderner Bebauung zu fassen, darunter zwei Hochhäuser, was aber nicht umgesetzt wurde.
Im Zuge des Baus der Schnellfahrstrecke Hannover–Würzburg in den 1980er Jahren wurde auch der Fuldaer Bahnhof umgestaltet: Die auf das Empfangsgebäude zuführende ansteigende Bahnhofsstraße wurde auf Keller-Niveau abgesenkt und ein neuer Eingangsbereich angelegt, sodass der Fußgängertunnel unter den Gleisen nunmehr ebenerdig erreicht wurde. Durch diese Tieferlegung des Bahnhofsvorplatzes wirkt das Empfangsgebäude heute höher und noch monumentaler als zu seiner Entstehungszeit. Südwestlich des Empfangsgebäudes wurde auf Bahnsteigniveau ein zentraler Omnibusbahnhof angelegt.

## Bahnanlagen

### Gleise und Bahnsteige
Der Personenbahnhof hat zehn durchgängig befahrbare Gleise; davon werden sieben für den Personenverkehr, zwei weitere als Durchfahrtsgleise verwendet. Gleis 10 dient als Abstellgleis für den in Fulda stationierten Rettungszug der Schnellfahrstrecke. Es gibt außerdem drei Stumpfgleise (Gleise 36 bis 38), die nur aus nördlicher Richtung erreichbar sind und in erster Linie den Regionalbahnen von und nach Gießen und Limburg dienen.
Südlich des Personenbahnhofes befindet sich ein Güterbahnhof, der früher für den Eilgutverkehr wichtig war. Heute findet nur noch wenig Güterverkehr statt. Für die Kaliverladung in Neuhof werden teilweise Wagen gesammelt. Bis Ende der 1990er Jahre fand hier außerdem der Umschlag im Containerverkehr statt. Bis zum Jahr 1979 hatte Fulda den Status eines Rangierbahnhofs. Seitdem ist Fulda als Knotenpunktbahnhof dem Rangierbahnhof Bebra zugeordnet.
Zwischen den Gleisen der Nord-Süd-Strecke entstanden zwei Bahnsteiggleise der Neubaustrecke. Zwischen den Neubaustreckengleisen liegt mittig ein Überholgleis. Während der Hausbahnsteig 1 dem Regionalverkehr vorbehalten ist, nehmen die beiden westlichen Mittelbahnsteige 2 und 3 je ein Neubau- und ein Altstreckengleis einer Fahrtrichtung auf. Die Bahnanlage wurde damit zu einem Bahnhof mit Richtungsbetrieb umgebaut.
An den Bahnsteigbereich des Bahnhofs schließen sich südwestlich und nordöstlich enge Bögen (600 bzw. 675 m Radius) an. Die Durchfahrgeschwindigkeit ist dadurch auf 100 km/h beschränkt. Aufgrund räumlicher Engpässe konnte diese Geschwindigkeit im Zuge des Neubaustrecken-Baus nicht angehoben werden. Am südlichen Ende des Bahnhofs sind auf der Schnellfahrstrecke 200 km/h zulässig.
Am 30. September 1961 wurde in Fulda die Elektrifizierung des Streckenabschnitts Hanau–Fulda gefeiert.
Von März 2025 bis 2028 soll der Bahnhof saniert und barrierefrei ausgebaut werden. Im September 2024 sowie erneut im Oktober 2024 wurden Erhöhungen bzw. Verlängerungen an fünf Bahnsteigkanten ausgeschrieben.

### Stellwerk
Zwischen Personen- und Güterbahnhof, an der Petersberger Straße, steht das Zentralstellwerk (Bauart Sp Dr S 600), welches die Schnellfahrstrecke von Mottgers (ausschließlich) bis Langenschwarz (ausschließlich) und auf der Nord-Süd-Strecke vom ehemaligen Bahnhof Kerzell bis zum Bahnhof Burghaun den Zugverkehr steuert. Außerdem wird die Strecke nach Gersfeld im signalisierten Zugleitbetrieb überwacht. Das Stellwerk Hünfeld wird in der Regel von Fulda aus ferngesteuert.
Nach neuneinhalbmonatiger Bauzeit wurde Mitte 1983 das Richtfest für das fünfgeschossige, 30 m lange und 11 breite Stellwerksgebäude gefeiert. Das Stellwerk wurde im Jahr 1985 in Betrieb genommen und erleichterte die zwischen 1983 und 1990 laufenden Umbauten der Bahnhofsanlage erheblich. Nach seiner Inbetriebnahme wurde das Stellwerk später noch zu einer Fernsteuerzentrale sowie zu einer Zentrale für Linienzugbeeinflussung ausgerüstet.
Für die Gesamtmaßnahme, einschließlich Signalen, Fernmeldetechnik, Bahnstromversorgung, Oberbau sowie Stellwerk und Außenanlagen wurden 1983 insgesamt 32 Millionen D-Mark veranschlagt.
Im Rahmen der Elektrifizierung der Kinzigtalbahn war bereits ein Drucktastenstellwerk der Bauart Sp Dr S59 im Bahnhof Fulda errichtet worden.

### Bahnbetriebswerk Fulda
Früher verfügte Fulda über ein eigenes Bahnbetriebswerk am Güterbahnhof. Im Frühjahr 1954 wurden die ersten Schienenbusse in Fulda beheimatet. Sie verkehrten zunächst in Richtung Hilders, später auch auf der „zweiten Rhönbahn“ nach Gersfeld und auf der Bahnstrecke Gießen–Fulda.
Ab September 1967 wurden Fuldaer VT 98 auch weiter nördlich zwischen Bebra und Obersuhl eingesetzt, nachdem die DDR das Drehen der lokbespannten Züge im Gerstunger Bahnhof untersagt hatte. Bei dieser Fahrt überquerten die Züge zweimal die innerdeutsche Grenze. Zum Winterfahrplan 1975/76 endete die Beheimatung der Schienenbusse in Fulda, alle Fahrzeuge gab man zum Bw Gießen ab.
Anfang der 1990er Jahre wurde das Bw aufgelöst und als Einsatzstelle für Lokführer (DB Regio / Nahverkehr) weitergeführt. Mitte der 1990er Jahre wurden alle Tätigkeiten vom alten Bw mit Ringlokschuppen und Drehscheibe ins Ausbesserungswerk verlagert, wo seitdem die Lokleitung sitzt. Mit dem Fahrplanwechsel 2006/2007 am 10. Dezember 2006 übernahm die cantus Verkehrsgesellschaft die Zugleistungen in Richtung Bebra und Kassel von der DB Regio AG.
Auf dem Gelände des ehemaligen Bahnbetriebswerkes entstand 2011 ein Einrichtungshaus.

## Verkehrsanbindung

### Fernverkehr
Durch die Lage an der Nord-Süd-Strecke passierten (oft mit Verkehrshalt) seit vielen Jahrzehnten zahlreiche Schnell- und Fernschnellzüge (u. a. bekannte Züge der Nachkriegszeit wie der „Blaue Enzian“) den Bahnhof Fulda.
1977 waren es täglich bis zu 320 Züge.
Die meisten Fernverkehrszüge, die die Schnellfahrstrecke Hannover–Würzburg nutzen, halten im Bahnhof Fulda. Lediglich die Züge der ICE-Linien 20 und 22 (Hamburg–Frankfurt–Stuttgart/Basel) und die ICE-Sprinter der Linie Berlin/Hamburg–Frankfurt durchfahren ihn ohne Halt.
| Linie       | Zuglauf | Taktfrequenz              |
| ----------- | --- | ------------------------- |
| ICE 11      | Berlin – Magdeburg – Braunschweig – Kassel-Wilhelmshöhe – Fulda – Würzburg – München | ein Zug pro Woche nachts  |
| ICE 11      | Berlin – Leipzig – Erfurt – Fulda – Frankfurt – Mannheim – Stuttgart – Ulm – Augsburg – München | Zweistundentakt           |
| ICE 12      | Berlin Ostbahnhof – Wolfsburg – Hildesheim – Göttingen – Kassel-Wilhelmshöhe – Fulda – Hanau – Frankfurt – Mannheim – Karlsruhe – Freiburg – Basel Bad– Basel SBB | Zweistundentakt           |
| ICE 13      | Berlin Ostbahnhof – Braunschweig – Kassel-Wilhelmshöhe – Fulda – Frankfurt Süd – Frankfurt Flughafen | Zweistundentakt           |
| ICE 20      | (Kiel –) Hamburg-Altona – Hannover – Kassel-Wilhelmshöhe – Fulda – Frankfurt – Wiesbaden | einzelne Züge             |
| ICE 25      | (Lübeck –) Hamburg – Hannover – Göttingen – Kassel-Wilhelmshöhe – Fulda – Würzburg – Nürnberg – Ingolstadt – München (– Garmisch-Partenkirchen) | Stundentakt               |
| ICE 91      | Hamburg-Altona – Hannover – Göttingen – Kassel-Wilhelmshöhe – Fulda – Würzburg – Nürnberg – Regensburg – Plattling – Passau – Wels – Linz – St. Pölten – Wien | ein Zugpaar               |
| ICE 41      | (Frankfurt – Frankfurt Flughafen – Mainz – Wiesbaden – Limburg Süd – Montabaur – Siegburg/Bonn – Köln / Köln Messe/Deutz –) Düsseldorf – Duisburg – Essen – Bochum – Dortmund – Hamm – Soest – Lippstadt – Paderborn – Altenbeken – Warburg – Kassel-Wilhelmshöhe – Fulda – Würzburg – Nürnberg – München | ein Zugpaar               |
| ICE 50      | Dresden – Riesa – Leipzig – Erfurt – Gotha – Eisenach – Bad Hersfeld – Fulda – Frankfurt – Frankfurt Flughafen – Mainz – Wiesbaden | Zweistundentakt           |
| IC 26       | Hamburg-Altona – Hamburg – Hannover – Göttingen – Kassel-Wilhelmshöhe – Fulda – Würzburg – Augsburg – München-Pasing – Rosenheim – Freilassing – Berchtesgaden | einzelne Züge             |
| NJ Nightjet | Hamburg-Altona – Hamburg – Hannover – / Berlin Ostbahnhof – Berlin – Magdeburg – / Göttingen – Fulda – Frankfurt Süd – Mannheim – Karlsruhe – Freiburg – Basel SBB – Zürich | ein Zugpaar               |
| FLX 10      | Stuttgart Hbf – Heidelberg – Frankfurt(M)Süd – Fulda – Erfurt – Halle (Saale) – Berlin Hbf | Zwei Zugpaare (Flixtrain) |

### Nahverkehr
| Linie | Verlauf | Takt                                                        | Betreiber      |
| ----- | --- | ----------------------------------------------------------- | -------------- |
| RE 5  | Kinzigtalbahn: Frankfurt (Main) Hbf – Frankfurt (Main) Süd – Hanau Hbf – Bad Soden-Salmünster – Schlüchtern – Fulda – Hünfeld – Bad Hersfeld – Bebra Stand: Fahrplanwechsel Dezember 2021 | einzelne Züge                                               | DB Regio Mitte |
| RB 5  | Kassel Hbf – Kassel-Wilhelmshöhe – Guxhagen – Melsungen – Malsfeld – Malsfeld-Beiseförth – Altmorschen – Heinebach – Rotenburg an der Fulda – Lispenhausen – Bebra – Ludwigsau-Friedlos – Bad Hersfeld – Haunetal-Neukirchen – Burghaun – Hünfeld – Fulda Stand: Fahrplanwechsel Dezember 2021 | 60 min                                                      | cantus         |
| RB 45 | Lahntalbahn/Vogelsbergbahn: Limburg (Lahn) – Eschhofen – Kerkerbach – Runkel – Villmar – Arfurt (Lahn) – Aumenau – Fürfurt – Gräveneck – Weilburg – Löhnberg – Stockhausen (Lahn) – Leun/Braunfels – Solms – Albshausen – Wetzlar – Dutenhofen (Kr Wetzlar) – Gießen – Gießen Licher Straße – Großen Buseck – Reiskirchen (Kr Gießen) – (Saasen – Göbelnrod –) (zweistdl) Grünberg – (Lehnheim –) (zweistdl) Mücke (Hess) – (Nieder-Ohmen –) (zweistdl) Burg- und Nieder-Gemünden – Ehringshausen (Oberhess) – Zell-Romrod – Alsfeld (Oberhess) – Lauterbach (Hess) Nord – Angersbach – Bad Salzschlirf – Großenlüder – Oberbimbach – Fulda Stand: Fahrplanwechsel Dezember 2021 | 60 min 20/60 min (Gießen–Mücke u. Alsfeld–Fulda wochentags) | HLB Hessenbahn |
| RE 50 | Kinzigtalbahn: Frankfurt (Main) Hbf – Frankfurt (Main) Süd – Offenbach (Main) Hbf – Hanau Hbf – Langenselbold – Gelnhausen – Wächtersbach – Bad Soden-Salmünster – Steinau (Straße) – Schlüchtern – Flieden – Neuhof (Kr Fulda) – Fulda (– Hünfeld – Bad Hersfeld – Bebra) (einzelne Züge) Stand: Fahrplanwechsel Dezember 2021 | 60 min (Verstärker zur HVZ)                                 | DB Regio Mitte |
| RB 52 | Rhönbahn: Fulda – Eichenzell – Welkers – Rönshausen – Lütter – Ried – Schmalnau – Hettenhausen – Altenfeld (Rhön) – Gersfeld (Rhön) Stand: Fahrplanwechsel Dezember 2021 | 60 min                                                      | HLB Hessenbahn |

## Sonstiges

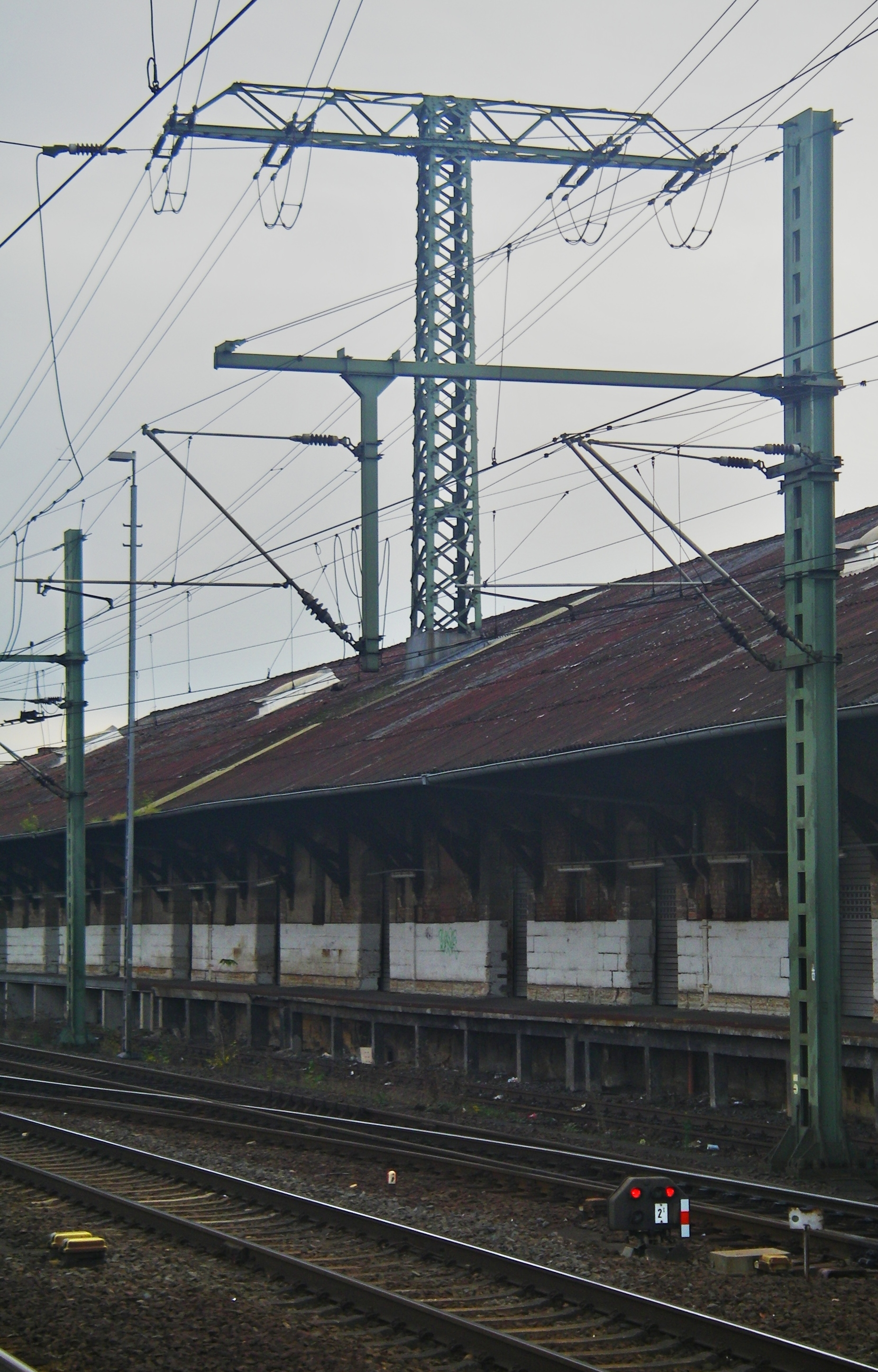
Mast 9108 in einem Schuppen

Die 110-Kilovolt-Bahnstromleitungen, die entlang der Eisenbahnstrecke durch das Fuldaer Stadtgebiet läuft, dürften von allen Freileitungen in Deutschland, möglicherweise sogar weltweit, die größte Zahl hintereinander folgender Abspannmaste besitzen, denn bei dieser Leitung folgen 30 Abspannmaste hintereinander. Von diesen ist der Mast 9108 bemerkenswert: Er steht in einem Lagerschuppen.
Der Fuldaer Stadtteil Bronnzell verfügte früher über zwei Bahnstationen. Neben dem Bahnhof im Stadtteil selbst, an dem zugleich die Strecke in Richtung Gersfeld (Rhön) abzweigt, hatte Bronnzell ferner die Station „Bronnzell-Bad“ am ehemaligen Rhönbad. Der Bahnhof Bronnzell wurde beim Ausbau der Schnellfahrstrecke Hannover–Würzburg als Bahnhofsteil „Fulda-Bronnzell“ in den Bahnhof Fulda integriert.